# Sevelinges
Sevelinges é uma comuna francesa na região administrativa de Auvérnia-Ródano-Alpes, no departamento de Loire. Estende-se por uma área de 8,19 km². Em 2010 a comuna tinha 655 habitantes (densidade: 80 hab./km²).